# Jungfernstreich
Jungfernstreich (Originaltitel 5 mand og Rosa) ist ein dänischer Spielfilm des Regisseurs Sven Methling aus dem Jahr 1964 in Schwarz-Weiß. Das Drehbuch verfasste der Regisseur zusammen mit Ole Boje. In der Bundesrepublik Deutschland kam der Film erstmals am 25. November 1966 in die Kinos.

## Handlung
Konrad Konradsen, im Allgemeinen ein ehrenwerter Diplomat, ist in eine Falle getappt. Ein Erpresser verlangt von ihm, dass er dessen Tochter heirate; andernfalls werde er Konradsen belastendes Material der Öffentlichkeit zugänglich machen, was seinen Ruin zur Folge hätte. Nur heftige Leibschmerzen retten Konradsen vor dem Ja-Wort und bringen ihn ins Krankenhaus, wo er ein paar feine Kumpels kennenlernt: den Modeschöpfer André, den Kassenverwalter der örtlichen Sparkasse (dort hat der erpresserische Vater sein kompromittierendes Material deponiert), Landgerichtsdirektor Winter und nicht zuletzt den Ganoven Arne Jensen, in seinen Kreisen nur der Schöne Arne oder Dynamit-Jensen genannt. Weil es ihnen langweilig ist, plaudern sie aus der Schule. Auch der sonst so verschlossene Diplomat macht darin keine Ausnahme. Nachdem er seinen neuen Freunden sein Leid geklagt hat, sind die sich einig, dass dem Unglücksraben geholfen und dem Erpresser das Handwerk gelegt werden müsse. 
Dank der glänzenden Kombinationsgabe des schlauen Richters und dem Berufsehrgeiz des professionellen Gauners gelingt es schließlich der Truppe, mit Mitteln des Witzes und modernster Technik das von ihnen entworfene Planspiel trotz mancher Zwischenfälle mit Erfolg in die Tat umzusetzen, was den Schwerpunkt des Films bildet.

## Kritik
„Dänisches Lustspiel, ein überwiegend hübscher Jux.“

„Anspruchslose Unterhaltung für Schmunzelwillige mit unnötigen Längen.“

## Auszeichnung
Morten Grunwald wurde 1965 für seine Rolle als Arne Herluf-Jensen mit dem dänischen Filmpreis Bodil ausgezeichnet. 

## Quelle
- Programm zum Film: Topas-Film – Wenger-Druck, Neuß, Kapitelstraße 61 (ohne Bestellnummer)